# Hosena
Hosena is een plaats in de Duitse gemeente Senftenberg, deelstaat Brandenburg, en telt 2054 inwoners (2000).